# Kevin
Kevin è un nome proprio di persona maschile in uso in diverse lingue, fra cui inglese, irlandese, francese, tedesco, olandese e lingue scandinave.

## Varianti
- Francese: Kévin
- Inglese: Kevyn
  - Ipocoristici: Kev[1]
- Irlandese: Caoimhín[1], Cóemgein[1], Kevan[1]

### Varianti in altre lingue
- Gallese: Cefin[1]
- Latino: Coemgenus
- Polacco: Kewin

## Origine e diffusione
Si tratta di una forma anglicizzata del nome irlandese Caoimhín, derivato dal più antico Cóemgein, composto dagli elementi irlandesi antichi cóem ("gentile", "fine", "bello", da cui anche Caoimhe) e gein ("nascita"). Il nome divenne popolare nella lingua inglese al di fuori dell'Irlanda nel XX secolo.

## Onomastico
L'onomastico si festeggia il 3 giugno in memoria di san Kevin di Glendalough, santo patrono di Dublino.

## Persone

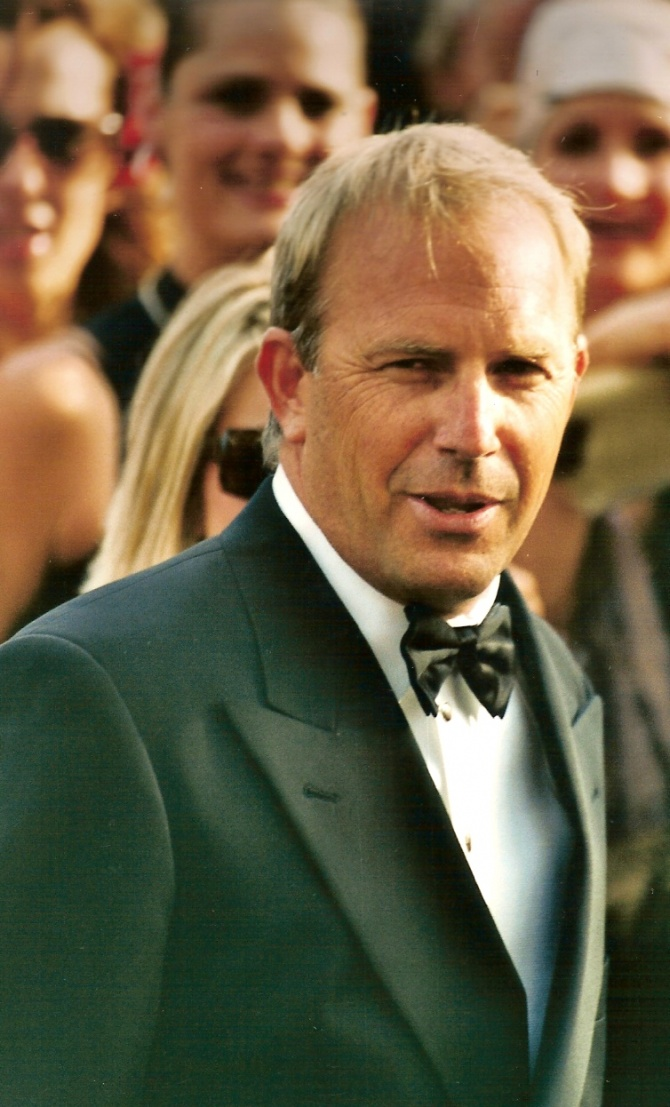
Kevin Costner

- Kevin Anderson, tennista sudafricano
- Kevin J. Anderson, scrittore statunitense
- Kevin Bacon, attore, regista e produttore cinematografico statunitense
- Kevin-Prince Boateng, calciatore tedesco naturalizzato ghanese
- Kevin Costner, attore, regista, produttore cinematografico e musicista statunitense
- Kevin De Bruyne, calciatore belga
- Kevin di Glendalough, monaco e santo irlandese
- Kevin Durant, cestista statunitense
- Kevin Garnett, cestista statunitense
- Kevin Kline, attore statunitense
- Kevin Kuske, bobbista tedesco
- Kevin Love, cestista statunitense
- Kevin Lyttle, cantante sanvincentino
- Kevin Magnussen, pilota automobilistico danese
- Kevin McHale, cestista, allenatore di pallacanestro e dirigente sportivo statunitense
- Kevin McKidd, attore scozzese
- Kevin Nash, wrestler e attore statunitense
- Kevin Smith, attore, regista e montatore statunitense
- Kevin Spacey, attore, produttore cinematografico, regista e sceneggiatore statunitense
- Kevin Strootman, calciatore olandese
- Kevin Ullyett, tennista zimbabwese

### Variante Kévin
- Kévin Anin, calciatore francese

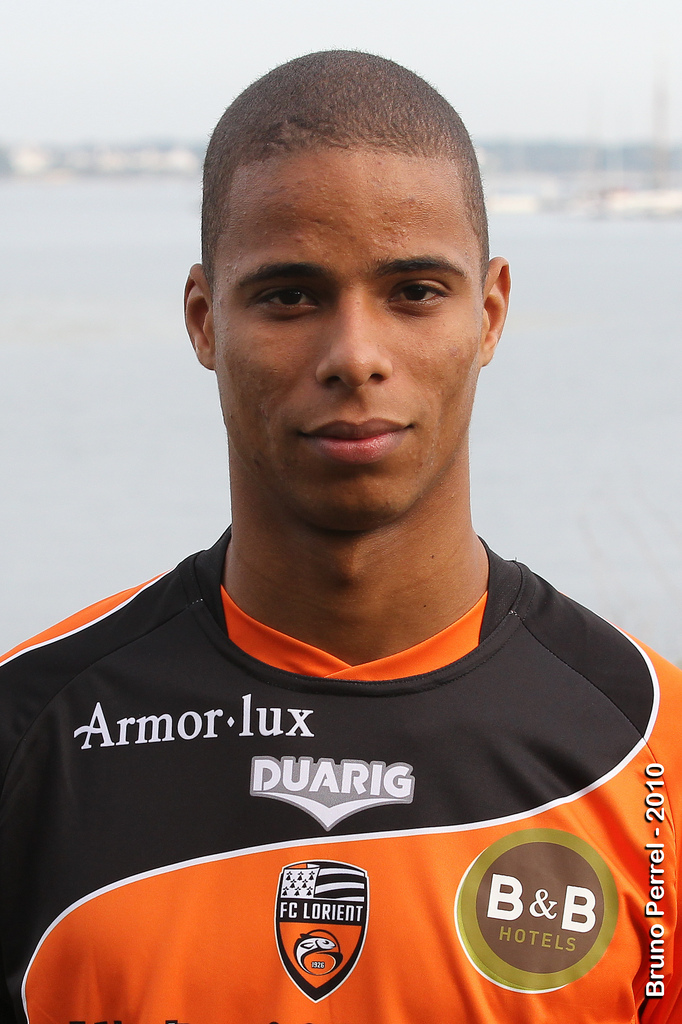
Kévin Monnet-Paquet

- Kévin Bérigaud, calciatore francese
- Kévin Borlée, atleta belga
- Kévin Constant, calciatore francese naturalizzato guineano
- Kévin Das Neves, calciatore francese
- Kévin Gomis, calciatore senegalese
- Kévin Monnet-Paquet, calciatore francese
- Kévin Olimpa, calciatore francese
- Kévin Théophile-Catherine, calciatore francese
- Kévin Tillie, pallavolista francese
- Kévin Vinetot, calciatore francese

### Variante Kevyn
- Kevyn Aucoin, truccatore e fotografo statunitense
- Kevyn Popovich, cestista statunitense

## Il nome nelle arti
- Kevin è un personaggio della serie animata Ed, Edd & Eddy.
- Kevin Bonpensiero è un personaggio della serie televisiva I Soprano.
- Kevin Hill è un personaggio dell'omonima serie televisiva.
- Kevin Keene è un personaggio della serie animata Un videogioco per Kevin.
- Kevin Kinkirk è un personaggio della serie televisiva Settimo cielo.
- Kevin Levin è un personaggio della serie animata Ben 10.
- Kevin Mask è un personaggio del manga e anima Ultimate Muscle.
- Kevin McCallister è un personaggio del film del 1990 Mamma, ho perso l'aereo e del suo sequel del 1992 Mamma, ho riperso l'aereo - Mi sono smarrito a New York, diretti da Chris Columbus.
- Kevin Price è il protagonista del musical The Book of Mormon.
- Kevin Swanson è un personaggio della serie animata I Griffin.
- Kevin Sydney è un personaggio dei fumetti Marvel Comics.
- Kevin Vallick è un personaggio del film del 1994 Ciao Julia, sono Kevin, diretto da Ron Underwood.
- Kevin Volchok è un personaggio della serie televisiva The O.C..
- Kevin Walker è un personaggio della serie televisiva Brothers & Sisters - Segreti di famiglia.
- Kevin è un personaggio del film del 2015 Italiano medio, diretto e interpretato da Maccio Capatonda.